# Termistor
Termistor (grč. ϑέρμη: toplina + engl. resistor: otpornik, prema < lat. resistere: pružati otpor) je električni termootpornik zasnovan na poluvodičkom materijalu. Električni otpor mu se znatno mijenja s promjenom temperature. Razlikuju se dvije vrste termistora: 
- PTC termistori (od engl. Positive Temperature Coefficient) imaju pozitivni koeficijent temperaturne promjene otpora, to jest kako se temperatura povećava tako se povećava i električni otpor; temperaturno im je područje od –50 do 220 °C, a primjenjuju se na primjer za zaštitu od pregrijavanja električnih motora (obično se umeću u namote statora),
- NTC termistori (od engl. Negative Temperature Coefficient) imaju negativni koeficijent temperaturne promjene otpora, to jest kako se temperatura povećava tako se smanjuje električni otpor. Temperaturno im je područje od –50 do 150 °C, a primjenjuju se na primjer za stabilizaciju električnog napona (rabi se nelinearno naponsko-strujna karakteristika) i za mjerenje temperature u termometrima.[1]